# Dentelin

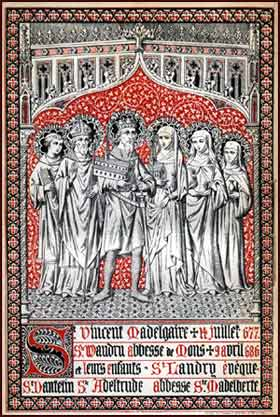
Vinzenz Madelgar, Waudru und ihre Kinder Landricus, Dentelin, Adeltrudis und Madalberta

Der hl. Dentelin ist ein katholischer Heiliger aus dem 7. Jahrhundert.
Dentelin war der Sohn der Waltraud von Mons und des Grafen von Hennegau, Vinzenz Madelgarius, eines Hofbeamten des merowingischen Königs Dagobert I. Er starb bereits im Alter von sieben Jahren und wurde danach wie die Mitglieder seiner Familie im ganzen Hennegau verehrt. Beerdigt wurde er in Soignies, später wurden seine Gebeine in die 1040 gegründete Stiftskirche in Rees am Rhein überführt. Bis in die frühe Neuzeit wurde er als Patron des Stifts und der Stadt Rees verehrt, und sein Gedenktag, der 14. Juli, wurde mit großer Festlichkeit begangen.

## Gedenktag
Sein Gedenktag ist der 14. Juli, teilweise wird er aber auch am 16. März begangen.